# スマルヴ
スマルヴ(Smalahove)は、ノルウェーのヴェストラン地方で伝統的に食べられるヒツジの頭部を使った料理である。元々はクリスマス前に食べられた。料理名は、ノルウェー語で「頭」を意味するhoveと「ヒツジ」を意味するhovudの方言形を組み合わせたものである。羊毛と頭皮を火で燃やし、脳は除去し、頭に塩味を付けて、乾燥させる。スモークすることもある。ヒツジの頭を約3時間、茹でるか蒸すかして、マッシュしたルタバガとジャガイモを添える。また、伝統的にアクアビットと一緒に提供される。脳を頭蓋骨内に残したまま調理し、スプーンで掬うか揚げて食べることもある。元々は、貧しい家庭で食べられるものだった。

## 伝統的な食べ方
一人前は、通常、頭の半分である。脂肪が多く温かいうちが美味しいため、通常は耳と眼を最初に食べる。頭蓋骨を避けながら、前から後ろに向かって食べることがしばしばある。

## 法規制

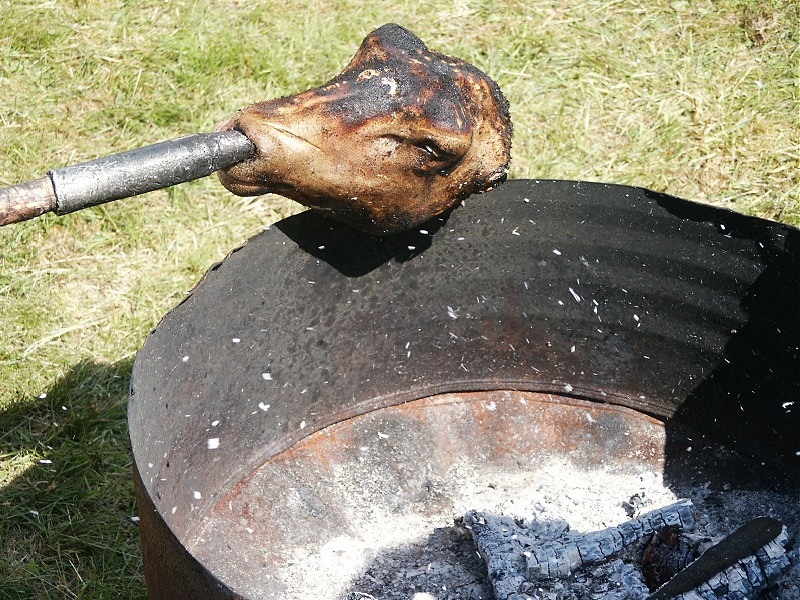
羊毛を燃やす

1998年、牛海綿状脳症の流行以来、ヒツジやヤギのプリオン病（ヒトには感染しない）であるスクレイピーへの感染の恐れから、EU指令により、成獣のヒツジからスマルヴを作ることが禁止されており、現在では仔羊の頭でのみ、作ることが認められている。

## 観光
スマルヴは、多くの人にアピールするものではなく、むしろ反発を受けることもある。愛好家によって楽しまれ、しばしばこの地を訪れた観光客にも提供される。「エクストリーム」フードとして、スリルを求めてスマルヴを探す観光客もいる。特にノルウェーのヴォスでは、懐かしい田園料理ではなく、スリルを求める消費者に訴える料理として、スマルヴを求める観光客の恩恵を受けている。